# 賴芬湖

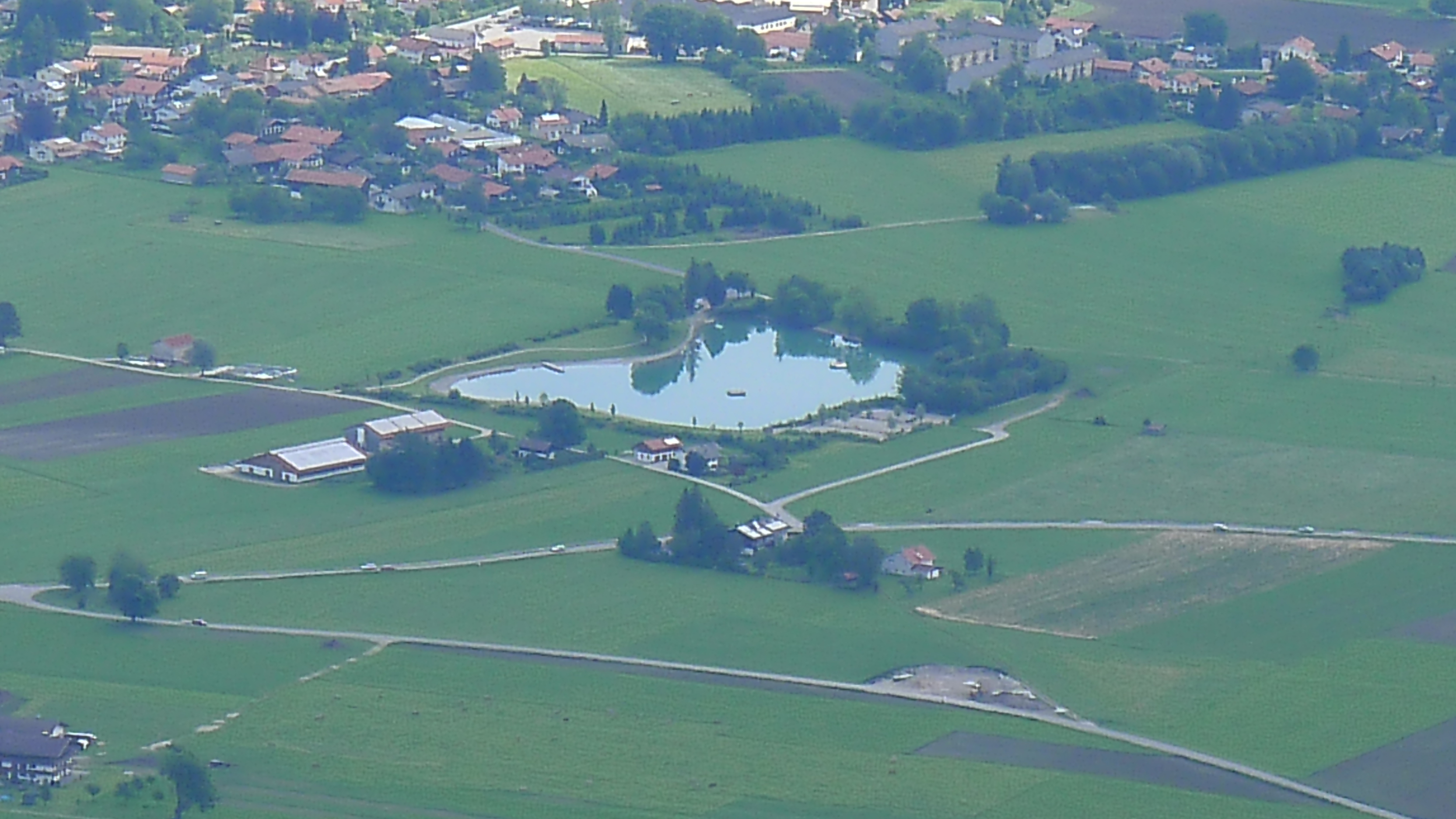

47°46′26.1″N 12°27′38.9″E / 47.773917°N 12.460806°E
賴芬湖（德語：Reifinger See），是德國的湖泊，位於該國東南部，由巴伐利亞州負責管轄，處於特勞恩施泰因縣，長0.1公里，面積0.02平方公里，海拔高度536米，最大水深8米，湖岸線長度0.6公里。